# ماركوس بيترسون
ماركوس بيترسون (بالسويدية: Marcus Pettersson)‏ هو لاعب هوكي الجليد سويدي، ولد في 8 مايو 1996 في سكيلفتيا في السويد.

## وصلات خارجية
- ماركوس بيترسون على موقع دوري الهوكي الوطني (الإنجليزية)
- ماركوس بيترسون على موقع EliteProspects.com (الإنجليزية)
- ماركوس بيترسون على موقع HockeyDB.com (الإنجليزية)
- ماركوس بيترسون على موقع Hockey-Reference.com (الإنجليزية)